# Tu quoque, fili mi?
Tu quoque, fili mi? (AFI/Tu ˈkʷɔ.kʷɛ ˈfʲilʲi mi/) frase latina dicha por el general y cónsul romano Julio César en el idus de marzo (15 de marzo) del año 44 a. C. La traducción  sería: «¿Tú también, hijo mío?». Esta frase se usa hoy en día a modo de expresión cuando uno recibe una traición de alguien que no se esperaba.

## Origen y causa de la frase
Esta frase de Julio César tiene su origen en el día en que fue asesinado a causa del complot creado por los senadores de la república romana. Los senadores asesinaron al dictador asestándole una puñalada cada uno (supuestamente más de 20), y entre ellos se encontraba Bruto (Marco Junio Bruto Cepión), a quien César dijo (en latín): «¿Tú también, hijo mío?». Bruto era hijo de Servilia, quien había sido durante muchos años amante de César e incluso estuvo comprometido con la única hija del general romano.
- Datos: Q60967968